# Schwarzwald (Luisenthal)
Schwarzwald je část obce Luisenthal v zemském okrese Gotha v Durynsku.

## Historie
Vesnice Schwarzwald leží pod hradem Schwarzwald (Swarcwalde castrum) také známým jako Käfernburg. Ves leží v Durynském lese. První písemná zmínka o osadě jménem Waldsazi pochází již z roku 930. Vesnice sdílí historii vlastnictví s hradem Käfernburg, který byl za třicetileté války zničen. Ve 14. století se ve vsi nacházelo pět pil. Roku 1535 byla vesnice sídlem správní jednotky Amt Schwarzwald, která čítala osm osad. Roku 1642 bylo sídlo přeneseno do Zella-Mehlis. 1. července 1950 byl Schwarzwald přičleněn k obci Stutzhaus. Od 1. března 1951 tato obec nese název Luisenthal. Podstatná část území okolo vesnice byla zatopena po dostavbě přehradní nádrže Ohra.